# Vils (Naab)
 For alternative betydninger, se Vils. (Se også artikler, som begynder med Vils)
Vils er en biflod fra højre til  Naab, der videre løber til Donau.
Den har sit udspring i det østlige Bayern Oberpfalz i Kleinschönbrunn, i kommunen Freihung, og videre gennem Vilseck, Hahnbach, Poppenricht, Amberg, Kümmersbruck, Ensdorf, Rieden og Schmidmühlen og munder efter  87 km ud i Naab ved Kallmünz. Den har et fald på mellem ca. 0,5 og 1,5 Promille.
I middelalderen var der skibsfart på floden, hvortil der var bygget talrige opstemninger. Med såkaldte Vils-pramme transporterede man jernprodukter fra Amberg til Regensburg. Målet var Donau-havnen ved Amberger Stadel ovenfor Steinernen Brücke. På tilbagevejen transporterede man især salt. 
I dag er Vils et godt ekempel på naturgenopretning. Floden er på lange strækninger lagt tilbage i sit oprindelige leje med fredelige slyngninger gennem Oberpfälzer Jurabjergene. Opstemningerne tjener til energiproduktion og der er anlagt fisketrapper.
Der er kanosejlads på floden.

## Bifloder og bække
- Frankenohe (ved Gressenwöhr)
- Wiesenlohbach (ved Frauenbrunn)
- Schmalnohe (ved Frauenbrunn)
- Leherbach (ved Süß)
- Rosenbach (ved Poppenricht)
- Gebenbach (ved Neumühle)
- Ammerbach (i Amberg)
- Krumbach (i Haselmühl)
- Lauterach (i Schmidmühlen)
- Forellenbach (i Rohrbach)

## Byer og kommuner langs Vils
Amberg
Vilseck, Kallmünz,
Freihung, Hahnbach, Poppenricht, Kümmersbruck, Ensdorf, Rieden, Schmidmühlen og Kallmünz.